# (5465) Chumakov
(5465) Chumakov (1986 RF13) – planetoida z grupy pasa głównego asteroid okrążająca Słońce w ciągu 4,99 lat w średniej odległości 2,92 j.a. Odkryta 9 września 1986 roku.